# Златно тегу
Златните тегу (Tupinambis teguixin) са вид влечуги от семейство Камшикоопашати гущери (Teiidae).
Разпространени са в североизточната част на Южна Америка.
Таксонът е описан за пръв път от шведския ботаник и зоолог Карл Линей през 1758 година.

## Подвидове
- Tupinambis teguixin sebastiani
- Tupinambis teguixin teguixin